# 高橋真由
高橋 真由（たかはし まゆ、2002年9月17日 - ）は、日本の女性アイドル。「Pimm's」のメンバー。女性アイドルグループ「ラストアイドル・Good Tears」の元メンバーでもある。埼玉県出身。

## 略歴

### 2017年
- 2017年ポップティーンコンテスト準グランプリ受賞。
- 9月17日(16日深夜)、テレビ朝日「ラストアイドル」の挑戦者として出演。暫定メンバーの立ち位置センター・間島和奏に挑むも敗れる。
- 10月15日(14日深夜)の放送でセカンドユニット「Good Tears」として出演し活動をスタートした。
- 12月20日に発売されたラストアイドルデビューシングル「バンドワゴン」ではGood Tearsとして「涙の仮面」に参加。CDデビューをする。

### 2018年
- 2月14日、Zepp Tokyoで行われた「ラストアイドルファミリーファーストコンサート」に出演。
- 3月21日に行われた「関西コレクション2018Spring＆Summer」ではファッションブランド「Rady」とのコラボでランウェイを歩いた[1]。
- 4月18日、Zepp DiverCityで行われた「ラストアイドルファミリー2ndシングル発売記念コンサート」に出演。
- 12月19日、TOKYO DOME CITY HALLで行われた「ラストアイドル1周年記念コンサート」に出演。

### 2019年
- 3月23日、川崎市とどろきアリーナで行われたB.LEAGUEの川崎ブレイブサンダース対レバンガ北海道戦のハーフタイムショーにて「歩く芸術」と「大人サバイバー」を初披露。
- 6月9日、マイナビBLITZ赤坂で行われた「6thシングル『大人サバイバー』発売記念プレミアムライブ」に出演。
- 7月9日、ラスアイのヨルライにてラストアイドル活動辞退及び卒業することが発表された[2]。
- 8月6日、ラスアイのヨルライをもってラストアイドル・Good Tearsを卒業した。
- 8月25日、石川夏海と共にYouTubeチャンネル「まゆなっちゃんねる」を開設する[3]。
- 11月10日、恵比寿Cre Atoで「まゆなっちゃんらいぶ沸け。」を開催する。

### 2020年
- 5月5日、まゆなっちゃんの活動に終止符が打たれる。
- 5月24日、ミクスチャーロックアイドル「Pimm's」のメンバーに加入することが発表された。[4][5]

## 人物
- 好きな食べ物はコーラとするめ。
- するめは好きだがイカフライのお菓子は嫌い。
- 特技はボクシングで[6]、小学四年生からボクシングジムに通っている[7]。
- Pimm'sでの担当カラーは黄色である。ちなみにGoodTearsにおいても黄色であった。
- Pimm'sの特大兵器。

## 出演
- ラストアイドル（テレビ朝日）
  - 2017年9月17日：ラストアイドル挑戦者として出演
  - 2017年10月15日 - ：Good Tearsとして出演
- ラストアイドル in AbemaTV（2018年6月3日 - 8月26日、AbemaTV）
- ミュージックステーション（2019年5月17日、テレビ朝日）
- テレ東音楽祭2019（2019年6月26日、テレビ東京）

### ラジオ
- 徳光正行の「あなたをもっと知りたくて!」（2018年1月10日、SMART USEN）

### インターネット生放送
- ニコニコ生放送
  - ラストアイドル「バンドワゴン」リリース記念 メンバー&ファミリー全員生出演SP（2017年12月20日）
  - ラストアイドルファミリー総出演｢君のAchoo!｣発売記念特番（2018年4月19日）
  - ラストアイドル生出演　6thシングル「大人サバイバー」リリース記念特番（2019年4月21日）

## ライブ
- ラストアイドルファミリーファーストコンサート@Zepp Tokyo (2018年2月14日）
- ラストアイドルファミリー2ndシングル発売記念コンサート in Zepp DiverCity （2018年4月18日）
- ラストアイドル1周年記念コンサート@TOKYO DOME CITY HALL （2018年12月19日）
- 6thシングル「大人サバイバー」発売記念プレミアムライブ＠マイナビBLITZ赤坂 (2019年6月9日)